# Yuliana Lizarazo
Yuliana Lizarazo (Cúcuta, 23 mei 1993) is een tennisspeelster uit Colombia. Lizarazo speelt rechtshandig en heeft een tweehandige backhand. Zij is actief in het internationale tennis sinds 2007.

## Loopbaan

### Enkelspel
Lizarazo debuteerde in 2007 op het ITF-toernooi van Valencia (Venezuela). Zij stond in 2009 voor het eerst in een finale, op het ITF-toernooi van Bogotá (Colombia) – zij verloor van de Chileense Andrea Koch Benvenuto. In 2010 veroverde Lizarazo haar eerste titel, op het ITF-toernooi van Bogotá (Colombia), door de Amerikaanse Nataly Yoo te verslaan. Tot op heden(december 2023) won zij tien ITF-titels, de meest recente in 2019 in Schio (Italië).
In 2012 speelde Lizarazo voor het eerst op een WTA-hoofdtoernooi, op het toernooi van Bogotá. Op de WTA-toernooien kwam zij nooit verder dan de tweede ronde.

### Dubbelspel
Lizarazo behaalde in het dubbelspel betere resultaten dan in het enkelspel. Zij debuteerde in 2007 op het ITF-toernooi van Valencia (Venezuela), samen met landgenota Melissa Bolívar. Zij stond in 2008 voor het eerst in een finale, op het ITF-toernooi van Bogotá (Colombia), geflankeerd door de Bulgaarse Aleksandrina Naydenova – zij verloren van het Colombiaanse duo Viky Núñez Fuentes en Paula-Catalina Robles-García. In 2010 veroverde Lizarazo haar eerste titel, op het ITF-toernooi van Bogotá (Colombia), samen met landgenote Adriana Pérez, door het duo Karen Castiblanco en Andrea Koch Benvenuto te verslaan. Tot op heden(december 2023) won zij zestien ITF-titels, de meest recente in 2022 in Ibagué (Colombia).
In 2016 speelde Lizarazo voor het eerst op een WTA-hoofdtoernooi, op het toernooi van Bogotá, samen met de Venezolaanse Nadia Echeverría Alam – zij bereikten er de tweede ronde. Zij stond in 2023 voor het eerst in een WTA-finale, op het toernooi van Monterrey, samen met landgenote María Paulina Pérez García – hier veroverde zij haar eerste titel, door het koppel Kimberly Birrell en Fernanda Contreras te verslaan. Daarmee trad zij toe tot de top 150 van de wereldranglijst.
Haar hoogste notering op de WTA-ranglijst is de 104e plaats, die zij bereikte in januari 2024.

### Tennis in teamverband
In de periode 2008–2023 maakte Lizarazo deel uit van het Colombiaanse Fed Cup-team – zij vergaarde daar een winst/verlies-balans van 14–12.

## Posities op deWTA-ranglijst
Positie per einde seizoen:
| jaar | rang enkelspel | rang dubbelspel |
| ---- | -------------- | --------------- |
| 2008 | 900            | –               |
| 2009 | 796            | 945             |
| 2010 | 575            | 629             |
| 2011 | 401            | 489             |
| 2012 | 467            | 601             |
| 2013 | 846            | 970             |
| 2014 | 356            | 374             |
| 2015 | 902            | 623             |
| 2016 | 792            | 475             |
|      |                |                 |
| 2018 | –              | 1313            |
| 2019 | 554            | 409             |
| 2020 | 583            | 388             |
| 2021 | 570            | 420             |
| 2022 | 401            | 273             |
| 2023 | 823            | 116             |

## Palmares
| Legenda                 |
| ----------------------- |
| Grandslamtoernooi       |
| Olympische Spelen       |
| Year-End Championships  |
| Premier Mandatory       |
| Premier Five / WTA 1000 |
| Premier / WTA 500       |
| International / WTA 250 |
| Challenger / WTA 125    |

### WTA-finaleplaatsen enkelspel
geen

### WTA-finaleplaatsen vrouwendubbelspel
| nr.              | finale     | toernooi         | ondergrond | partner                    | tegenstandsters                                | score            |         |
| ---------------- | ---------- | ---------------- | ---------- | -------------------------- | ---------------------------------------------- | ---------------- | ------- |
| gewonnen finales |            |                  |            |                            |                                                |                  |         |
| 1.               | 2023-03-05 | WTA Monterrey    | hardcourt  | María Paulina Pérez García | Kimberly Birrell Fernanda Contreras            | 6-3, 5-7, [10-5] | details |
| verloren finales |            |                  |            |                            |                                                |                  |         |
| 1.               | 2023-08-19 | WTA Barranquilla | hardcourt  | María Paulina Pérez García | Valentini Grammatikopoulou Despina Papamichail | 6-7, 5-7         | details |
| 2.               | 2023-09-16 | WTA Ljubljana    | gravel     | Freya Christie             | Amina Ansjba Quinn Gleason                     | 3-6, 4-6         | details |
| 3.               | 2023-12-09 | WTA Montevideo   | gravel     | Freya Christie             | María Lourdes Carlé Julia Riera                | 6-7, 5-7         | details |

### Gewonnen ITF-toernooien enkelspel
| nr. | finale     | toernooi                 | dotatie | ondergrond    | tegenstandster in finale | score         |
| --- | ---------- | ------------------------ | ------- | ------------- | ------------------------ | ------------- |
| 01. | 2010-11-07 | Bogotá                   | $10.000 | gravel        | Nataly Yoo               | 6-1, 7-6      |
| 02. | 2011-05-08 | Wiesbaden                | $10.000 | gravel        | Marcella Koek            | 6-1, 7-6      |
| 03. | 2011-05-22 | Båstad                   | $10.000 | gravel        | Hilda Melander           | 6-2, 3-6, 6-2 |
| 04. | 2011-11-06 | Bogotá                   | $10.000 | gravel        | Karen Castiblanco        | 4-6, 7-5, 6-4 |
| 05. | 2012-08-05 | Gardone Val Trompia      | $10.000 | gravel        | Catalina Pella           | 7-5, 3-6, 6-4 |
| 06. | 2014-05-18 | Santa Margherita di Pula | $10.000 | gravel        | Tess Sugnaux             | 6-2, 6-1      |
| 07. | 2014-07-13 | Turijn                   | $10.000 | gravel        | Alice Matteucci          | 7-6, 6-3      |
| 08. | 2019-05-27 | Tacarigua                | $15.000 | hardcourt (i) | Safiya Carrington        | 6-7, 6-3, 6-1 |
| 09. | 2019-07-14 | Tabarka                  | $15.000 | gravel        | Louise Brunskog          | 6-3, 6-0      |
| 10. | 2019-07-28 | Schio                    | $15.000 | gravel        | Manca Pislak             | 6-4, 7-5      |